# Marché aux fleurs Reine-Elizabeth-II
Der Marché aux fleurs Reine-Elizabeth-II, ehemals Marché aux fleurs et aux oiseaux Cité, ist ein spezialisierter Markt in Paris.
Er liegt auf der Île de la Cité und ist mehrfach umorganisiert worden. Ab 1809 war es zunächst ein Blumenmarkt im Freien, der 1873 im Zuge der Haussmannschen Neugestaltung durch Metallpavillons ersetzt wurde. Diese wurden 1905 abgerissen, um den Bau der Metrostation Cité zu ermöglichen. Anschließend wurden provisorischen Stände (Zeltplanen) errichtet, die erst 1924 durch neue Pavillons ersetzt wurden und bis heute die Struktur des Marktes bilden.

## Lage

Lage des Marktes auf der Insel

Der Markt befindet sich auf der Île de la Cité zwischen dem Place Louis Lépine im Süden und dem Quai de la Corse im Norden. Im Westen an der Rue Aubé befindet sich das Gebäude des Handelsgerichts (Tribunal de commerce de Paris) und im Osten bildet die Rue de la Cité mit dem Hôtel-Dieu die Grenze. Der größte Teil des Blumenmarkts besteht aus sechs Metallpavillons, die in drei Reihen zu beiden Seiten der von Bäumen gesäumten Wege (die Allée Célestin-Hennion) angeordnet sind.
Der Eingang zur Metrostation (im Südwesten) wurde von Hector Guimard gestaltet. In der Mitte des Marktes sind zwei Wallace-Brunnen sehenswert.
Der Blumenmarkt bietet eine große Auswahl an Blumen, Pflanzen und Sträucher sowie einige Dekorationsartikel und ist täglich von 9:30 bis 19:00 Uhr geöffnet. Der 1860 gegründet Vogelmarkt wurde Mitte der 2020er Jahre geschlossen.
Der Marché aux fleurs Reine-Elizabeth-II stellt eine Besonderheit dar und sollte nicht mit anderen (Blumen-)Märkten an anderen touristischen Schwerpunkten von Paris verwechselt werden. Gern besucht werden zum Beispiel der Markt am Place de la Madeleine, der seit 1832 besteht, oder der am Place des Ternes. Sie sind jedoch kleiner und betrieben keinen Vogelverkauf.

## Namensursprung
Anlässlich des Staatsbesuchs der britischen Königin Elisabeth II. in Frankreich, die auch zu den Gedenkfeiern zum 70. Jahrestag der Landung in der Normandie kam, wurde der Markt in „marché aux fleurs Reine-Elizabeth-II“ umbenannt. Sie hatte ihn bereits bei ihrem ersten Besuch in Frankreich im Jahr 1948 geschätzt. Die Königin besuchte den Markt am Morgen des 7. Juni 2014 und enthüllte bei dieser Gelegenheit selbst ein Straßenschild mit dem neuen Namen.

## Geschichte

### VomFreiluftmarktzumbedeckten Markt
Auf Anordnung von Kaiser Napoleon I. vom 21. Januar 1808 wurde ein freies Grundstück zwischen dem Quai Desaix (heute Quai de la Corse) und der Rue de la Pelleterie (die Straße gibt es nicht mehr) an die Stadt abgetreten, um den bis dahin am Quai de la Mégisserie auf der anderen Seite der Seine ansässigen Blumen- und Strauchmarkt dorthin zu verlegen. Das Marktviertel wird innerhalb folgender Straßen festgelegt: vom Quai Desaix (Quai de l’Horloge – Quai de la Corse), der Rue de la Pelleterie, der Rue de la Barillerie (Boulevard du Palais) und der Rue de la Lanterne (seit 1834 Rue de la Cité). Er wurde am 16. August 1809 eingeweiht. Zwischen 1840 und 1843 ließ die Verwaltung den Markt renovieren und umgestalten (Wiederaufbau der beiden Becken, Anlegen von Graniträndern um den Markt und Asphaltpflaster usw.). 1860 wurde der Verkauf von Vögeln genehmigt.
Das Tribunal de commerce  wurde zwischen 1860 und 1864 im westlichen Teil des Marktes errichtet. Als Folge verschwanden einige Straßen und eine Kirche. Die völlige Neugestaltung fand dann durch die Haussmannsche Neuordnung von Pais statt. Der Markt wurde 1873 eingeweiht und war mit Metallpavillons ohne Wände ausgestattet, um die Stände der Blumenverkäufer unterzubringen, die lediglich Mieter waren. Diese Pavillons wurden wahrscheinlich vom Architekten Anatole de Baudot entworfen und vom Maison André et Fleury gegossen. Sie sind in sieben Reihen angeordnet und durch kleine Alleen voneinander getrennt, während ein zentraler Mittelgang die Reihen teilt. Sie sind mit antiken Motiven verziert („Akanthusblatt, korinthisches Kapitell, Löwenmaul“).

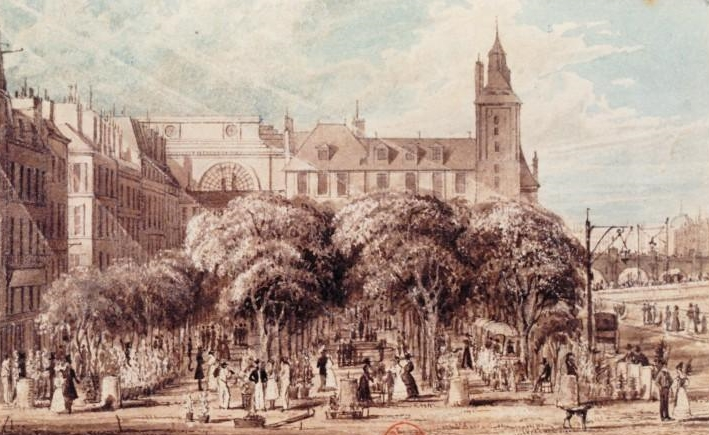
Der Markt um 1829 (Frederick Nash).
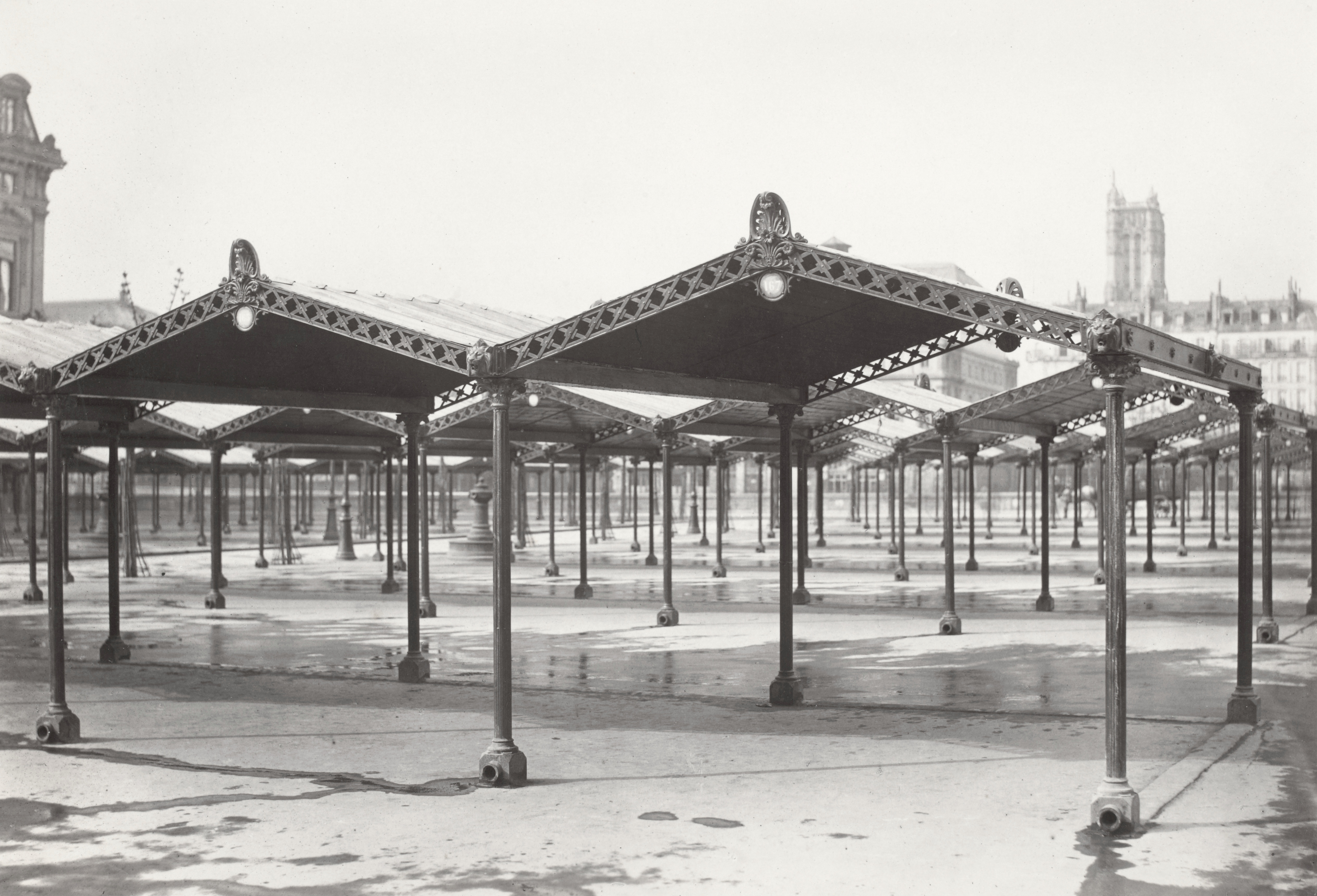
Die „Hallen“ nach der Haussmannschen Neuordnung (Charles Marville)
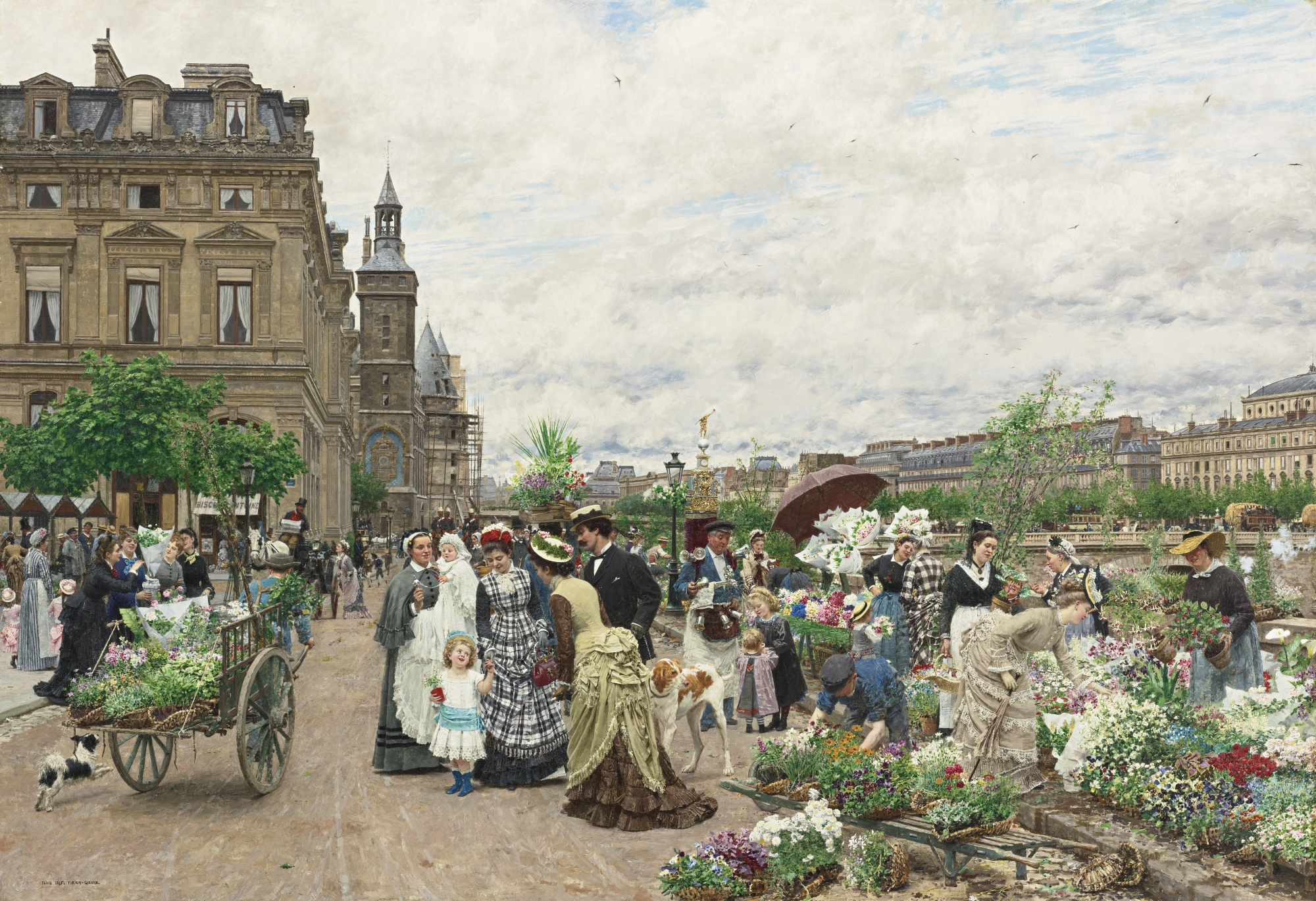
Le Quai aux fleurs um 1875 (François-Marie Firmin-Girard)

### Restaurierung in den 1920er Jahren
Im Jahr 1905 wurde ein Großteil der Pavillons entfernt und einige Bäume gefällt, um Platz für die Métrolinie 4 und die Station Cité zu schaffen. Dabei entstand ein 25 Meter tiefes Loch. Das Markttreiben ging jedoch weiter, wenn auch auf einem sehr beengten Raum. Die Kommission des Alten Paris, die sich damals für die dort stattfindenden präventiven archäologischen Ausgrabungen und die Ausgrabung antiker Stücke interessierte, schenkte der Zukunft der Werke Haussmanns keine Beachtung. Ein Journalist von Le Gaulois ging sogar so weit, von „ihrer Unbequemlichkeit und Hässlichkeit“ zu sprechen. Die Metrostation wurde 1910 eingeweiht. Der Hauptzugang im Süden des Marktes verfügte über einen Entrée de métro Guimard. Im Januar desselben Jahres kündigte Stadtrat Georges Lemarchand die Rückkehr des Marktes nach einer Sanierung an.
Es ist vorgesehen, dass die Pavillons in drei Reihen angeordnet werden, die durch zwei Gassen (heute die Allée Célestin-Hennion) getrennt sind. Die Anordnung erfolgt nicht mehr parallel zur Seine, sondern zur Rue de la Cité, wobei auf Wunsch der Händler eine Seite dem Dienstleistungssektor und die andere dem Einkaufen gewidmet ist. Kastanienbäume werden angepflanzt und Zapfstellen installiert: am Quai de la Corse und zwei Wallace-Brunnen im Innenbereich (Diese werden 1970 in das Verzeichnis Monument historique aufgenommen.). Im Jahr 1912 wurden die Paulownien gepflanzt, die es noch heute gibt. Erst 1914 war die Finanzierung der neuen Pavillons endgültig gesichert. Ihr Entwurf stammte vom Architekten Jean Camille Formigé. Entgegen einer hartnäckigen Legende war Gustave Eiffel nicht daran beteiligt. Der Wettbewerb für den Bau wurde ausgeschrieben, doch der Erste Weltkrieg verzögerte das Projekt. Provisorische Zelthallen beherbergten den Markt daraufhin eine Zeit lang. Und trotz einer Falschmeldung mehrerer Medien aus dem Jahr 1921 war kein Projekt für eine große Zinkhalle als Ersatz geplant.
Erst 1924 wurden die Pavillons errichtet, und zwar nur so hoch, dass sie nicht mit den Bäumen kollidierten. Die drei Pavillonreihen hatten ein schmiedeeisernes Gerüst und jeweils eine zentrale Promenade mit einem Glasdach, um die Händler und ihre Waren vor Wettereinflüssen zu schützen. 1928 kamen weitere Pavillons im gleichen Stil hinzu. An der Seite des Haupteingangs der Metrostation wurden außerdem zwei Chalets errichtet, eines für den Platzmeister, das andere für Polizei und die Gewerkschaft der Gartenarbeiter Frankreichs; heute steht nur noch eines davon. Nach Abschluss der Bauarbeiten lobte ein Journalist der Zeitung L'Intransigeant den neuen Markt mit großer Begeisterung. Dies ist der Markt, wie wir ihn heute kennen, im Gegensatz zu den Behauptungen einiger Medien und Politiker, die die Pavillons auf das Jahr 1830 oder 1900 datieren.

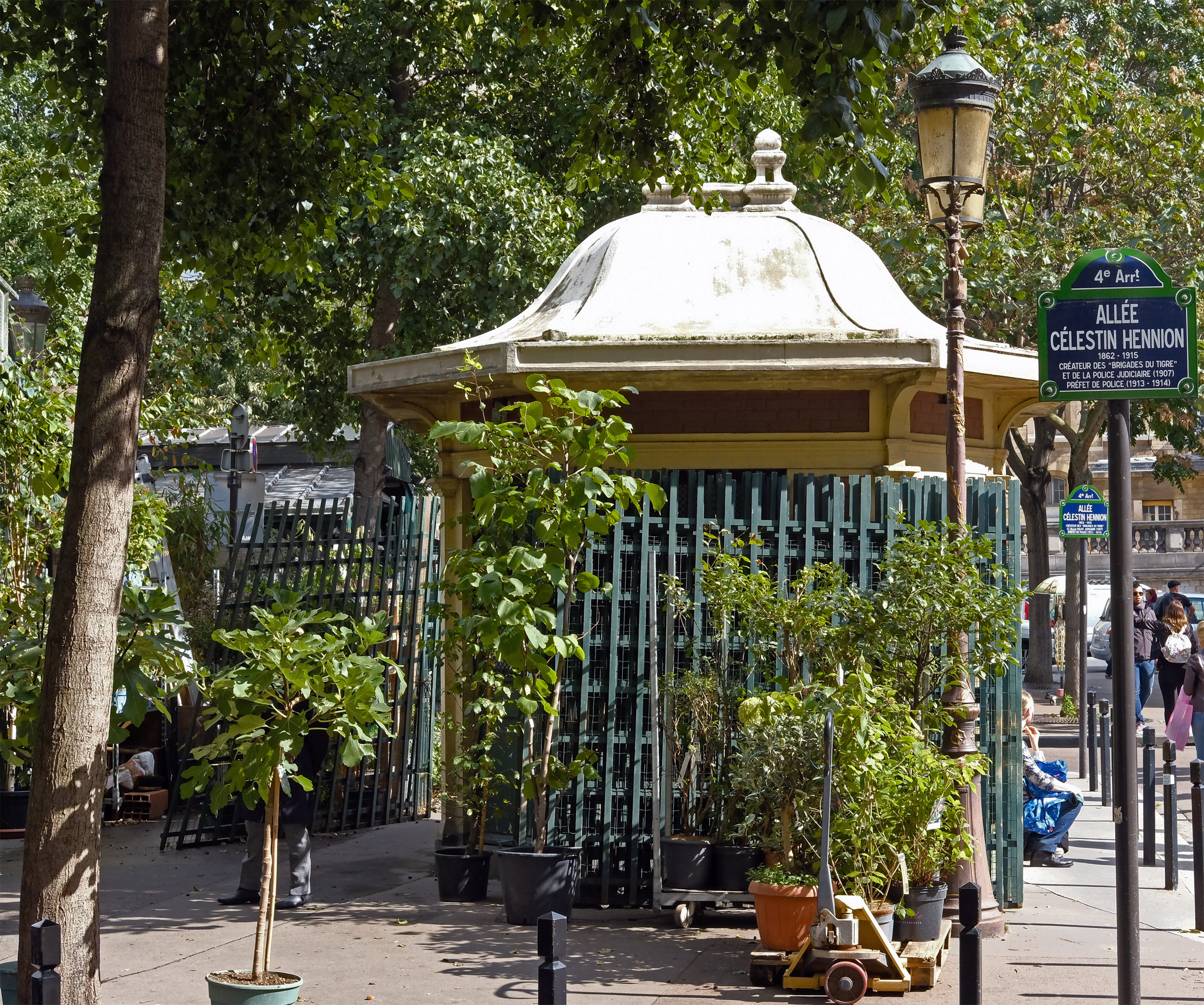
Einer der noch erhaltenen Pavillons
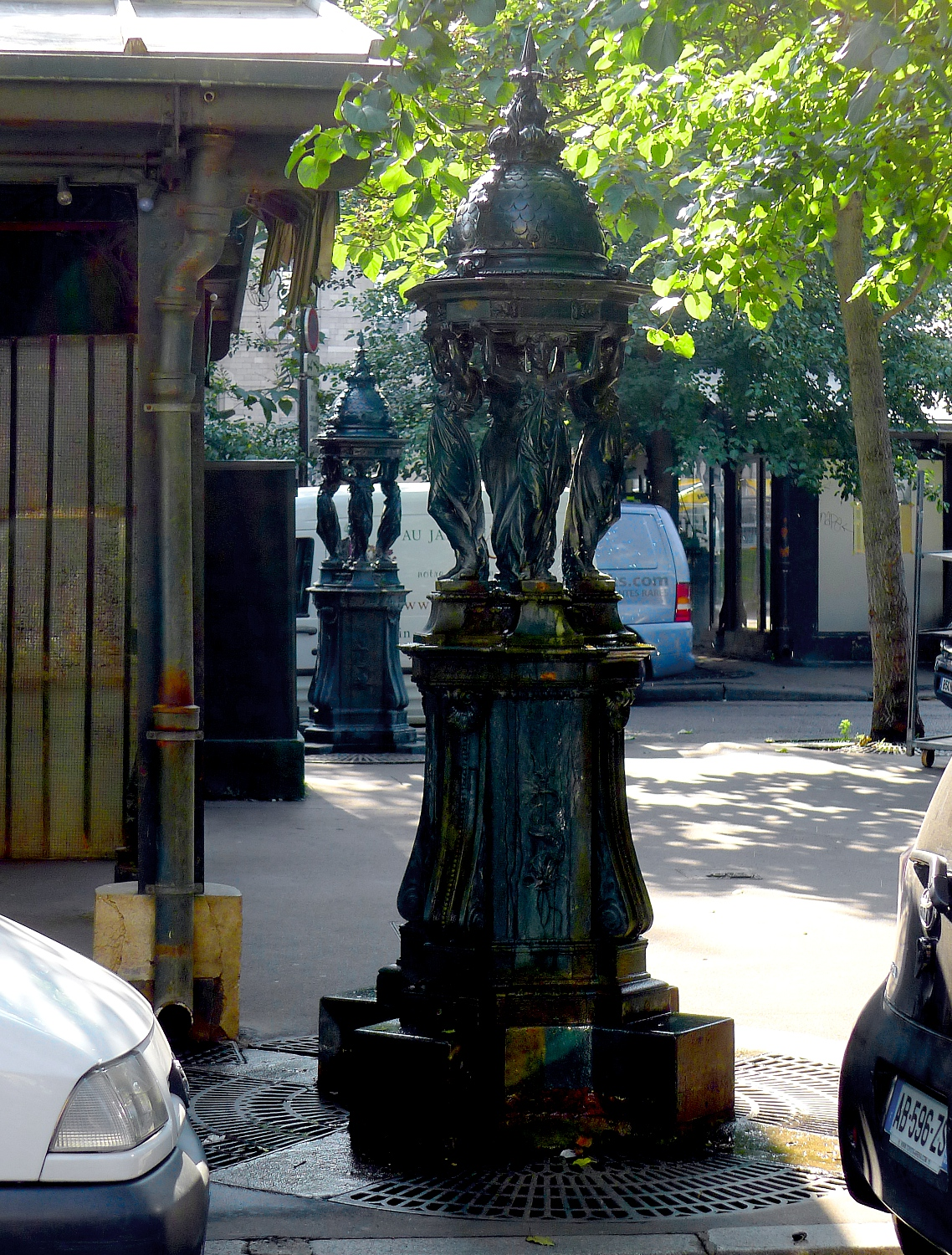
Die zwei Wallace-Brunnen
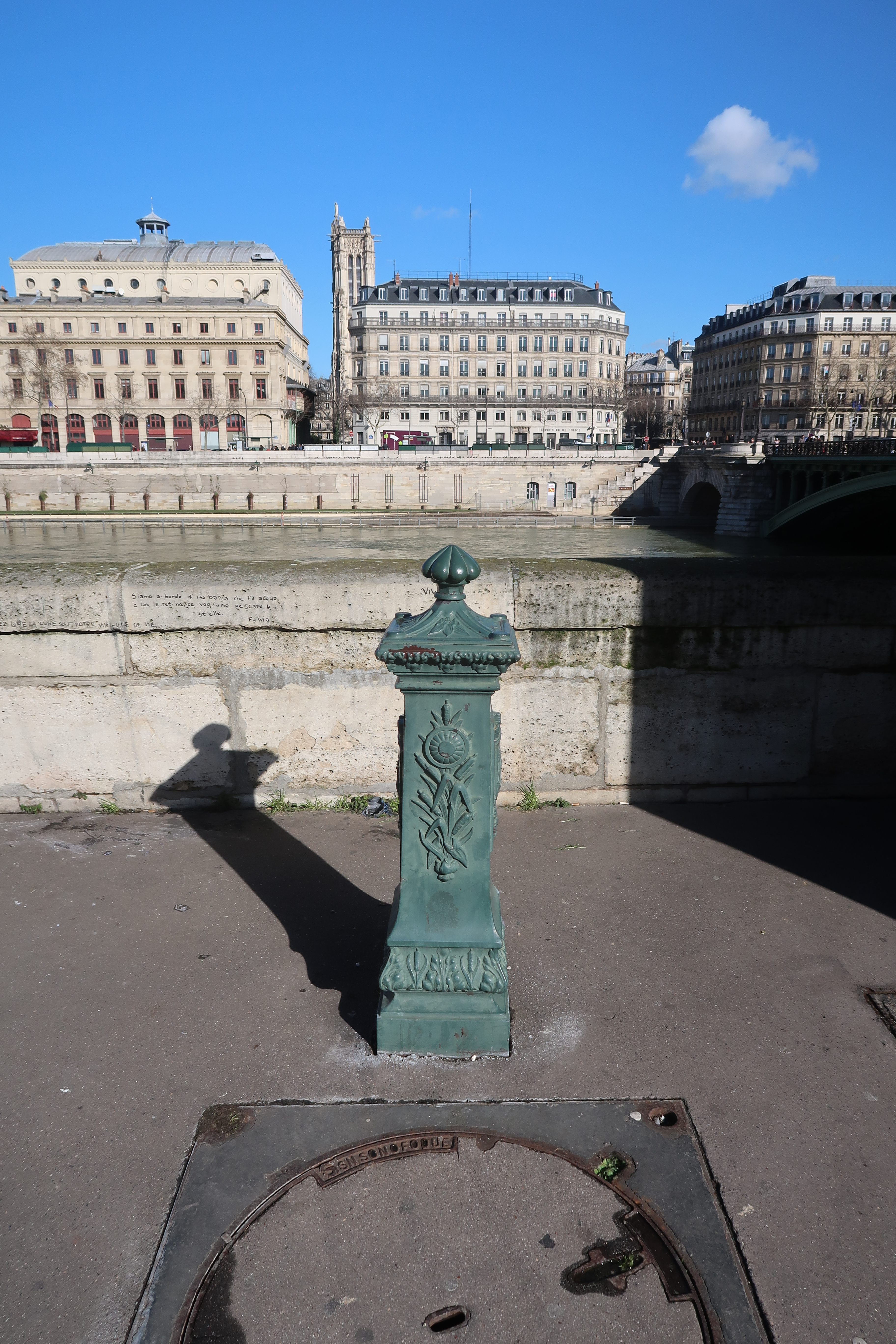
Einer der Wasserspender am Quai de la Corse.
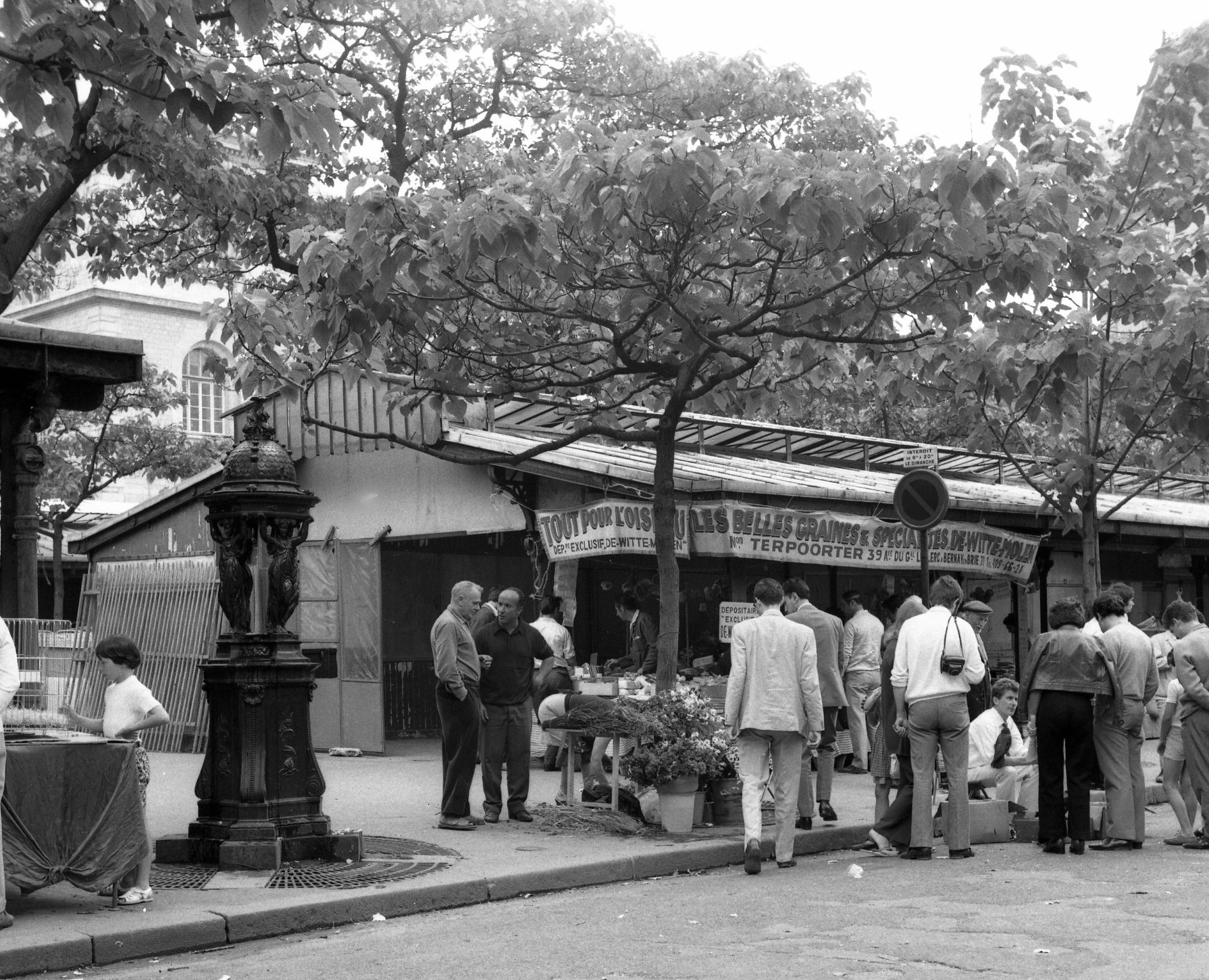
Der Markt im Jahr 1970

### Erneuerung und Namensänderung
1973 wurden in einem Fernsehbericht die Beschwerden der rund fünfzig Blumenverkäufer auf dem Markt wiedergegeben („baufällige Unterstände, Parkplatzprobleme, nächtliche Diebstähle, Konkurrenz durch Supermärkte, Einstellung der Aktivitäten“). 1975 fanden Renovierungsarbeiten statt, ohne den Charakter des Ortes zu beeinträchtigen. 1978 wurde der Autoverkehr durch den Markt jedoch weiterhin beklagt.
Auch nach der Umbenennung im Jahr 2014 (Zusatz „Reine Elizabeth II“) blieben die Klagen über den baufällige Zustand der Pavillons und die übermäßige Zahl geparkter Autos bestehen. Im Jahr 2015 gab der Präsident der Republik François Hollande dem Präsidenten des Centre des monuments nationaux Philippe Bélaval und dem Architekten Dominique Perrault einen Bericht über die Zukunft der Île de la Cité in Auftrag, der im folgenden Jahr vorgelegt wurde. Für den Blumenmarkt schlagen sie den Bau eines Gewächshauses vor, einer Art Kristallpalast. Da die Stadt Paris alleiniger Eigentümer des Geländes ist, ist diese Idee nur prospektiv und löst eine Medienkontroverse aus. Dies führt zu einer Petition im darauffolgenden Jahr, in der der Erhalt des bald hundert Jahre alten Marktes mit seinem malerischen Charakter gefordert wird. Die Association SOS Paris fordert eine denkmalgerechte Restaurierung. Der Pariser Stadtrat nahm den Wunsch der Abgeordneten Édith Gallois an, die sich gegen den Glaspalst aussprach und die Renovierung der bestehenden Pavillons forderte. Die Ausschreibung begann 2020. Die Hütten am Quai de la Corse werden entfernt, um den Blick auf die Seine freizugeben und mehr Platz für Fußgänger zu schaffen, während auf der Ebene der drei Pavillonreihen eine Harmonisierung der Geschäfte im Vordergrund steht. Die Parkplätze werden durch Grünflächen ersetzt, die Bereiche rund um den Markt werden zur Fußgängerzone und es wird ein Imbissstand aufgestellt. Die Arbeiten sollen zwischen 2023 und 2025 ausgeführt werden. In dieser Zeit werden die etwa zwanzig anwesenden Händler in eine provisorische Halle umgesiedelt.
Am 3. Februar 2021 beschloss der Pariser Stadtrat, den Handel mit Vögeln und anderen lebenden Tierarten auf dem Markt zu beenden. Dies geschah im Namen des Tierwohls, da die Haltungsbedingungen problematisch waren, aber auch im Namen der Bekämpfung des illegalen Handels, da der Markt in der Île-de-France als Deckmantel für den Vogelhandel (insbesondere mit Stieglitzen, Grünfinken und Finken) diente. Dieser Beschluss trat nach der umfassenden Sanierung des Geländes in Kraft.